# Éolienne en mer

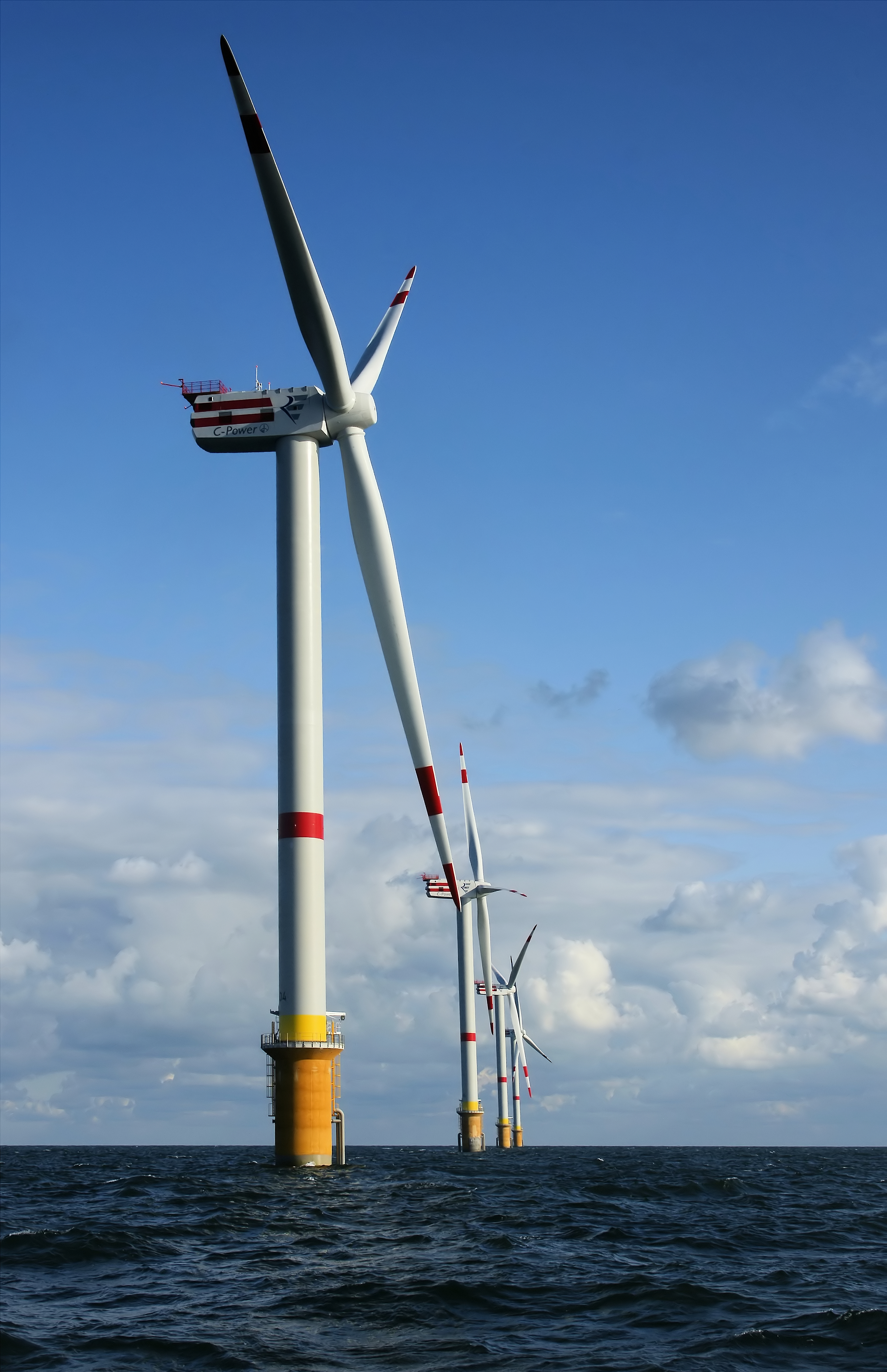
Éoliennes sur le parc éolien de Thorntonbank (28 km des côtes belges en mer du Nord) ; la partie émergée mesure 157 m de haut, soit 184 m au-dessus du fond marin ; le diamètre balayé est de 126 m, chaque pale mesurant 61.5 m ; puissance de cinq MW par turbine « REpower ».

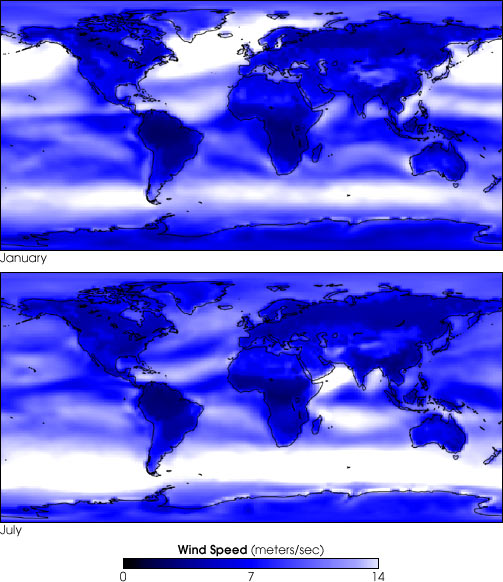
Les vents marins sont plus forts et plus réguliers que sur terre (ici en janvier et en juillet, en vitesse moyenne ; la couleur claire indique les zones les plus ventées).

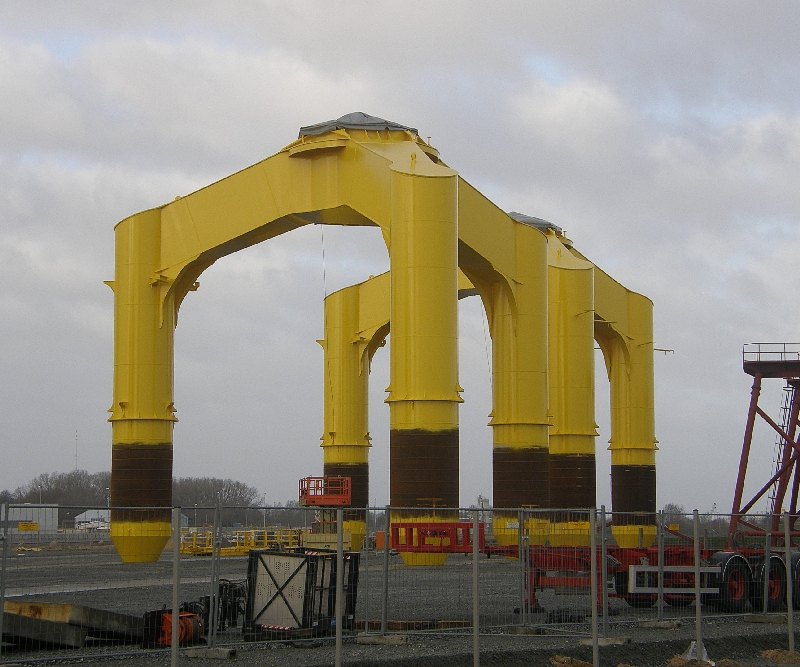
Trépied d'éolienne en mer (Cuxhaven).

Une éolienne en mer ou éolienne offshore est une éolienne implantée au large des côtes plutôt qu’à terre.
Sur les étendues d’eau, le vent souffle généralement à des vitesses plus élevées qu’à terre, ce qui offre un meilleur potentiel de production électrique. L’implantation offshore favorise également l’installation de pales plus longues et de mâts plus hauts, augmentant ainsi la puissance unitaire des éoliennes offshore par rapport aux éoliennes terrestres. 
Il existe deux principaux types d'éoliennes en mer : les éoliennes fixes, qui sont implantées sur des hauts-fonds, et les éoliennes flottantes qui offrent l'avantage de pouvoir être construites sur terre et placées dans des zones où la profondeur des fonds marins ne permet pas la construction de fondations.
La puissance installée de l'éolien en mer atteint 83 162 MW en 2024, en progression de 10,6 %, soit 7,3 % de la puissance installée éolienne mondiale. La région Asie-Pacifique concentre 55,6 % du total mondial, suivie par l'Europe (44,2 %) et l'Amérique (0,2 %). Les mises en service de 2024 atteignent 8 001 MW, dont 64,6 % en Asie et 33,7 % en Europe. La Chine représente 50,3 % de la puissance installée mondiale fin 2024, le Royaume-Uni 19,2 %, l'Allemagne 11,1 % et les Pays-Bas 5,7 %. Les nouvelles installations de 2024 se situent en Chine pour 50,5 %, au Royaume-Uni pour 14,7 %, à Taïwan pour 11,7 %, en Allemagne pour 9,1 %, en France pour 8,2 %, aux Pays-Bas pour 1,6 % et aux États-Unis pour 1,6 %.

## Histoire
En Europe, l'éolien en mer a expérimentalement débuté au Danemark dans les années 1990. Le premier parc commercial est inauguré en 2002 par le fournisseur d'énergie Elsam (racheté depuis par Ørsted). Cependant, les éoliennes installées étant du même modèle que les éoliennes terrestres, les conditions marines entraînent de nombreuses pannes et une réparation complète des nacelles et des pales en 2004.
Deux entreprises, Vestas et Alstom, ont été les premiers constructeurs, ensuite rejoints par Siemens et Areva. Une seconde vague de développement arrive à partir de 2010. En 2016, environ 11 GW sont déployés en Europe (à 50 % au Royaume-Uni), 30 % devant le littoral allemand et pour le reste en mer du Nord (Belgique, Pays-Bas, Danemark). La tendance est aux machines moins nombreuses et plus puissantes (5 à 6 MW vers 2015 puis 8 à 10 MW vers 2020) pour diminuer les coûts de maintenance et afin de diminuer le coût de production (l'objectif est de −20 %, soit passer de 200 à 140-150 €/MWh puis 100 €/MWh en 2020) selon Antoine Decout.

## Surfaces et répartition nécessaires
Le plus grand parc éolien du Royaume-Uni, pays en pointe sur l'éolien en mer, est le London Array ; les 175 éoliennes de sa phase 1, d'une puissance maximale totale de 630 MW, sont réparties sur une surface de 100 km2. Pour l'année calendaire 2014, sa production s'est élevée à 2,2 TWh.
Selon une modélisation publiée en 2017 dans les Actes de l’Académie nationale des sciences par Anna Possner et par le climatologue Ken Caldier, l'extraction d'énergie à partir du vent à l'échelle de grandes fermes éoliennes est limitée par le rythme auquel l'énergie descend des vents élevés, plus rapides, et est transmise aux vents proches du sol. Or ce transfert se fait bien mieux en mer que sur terre ; une éolienne offshore bénéficie ainsi au moins de trois fois plus d'énergie que sur terre et les vents océaniques sont par exemple en Atlantique nord 70 % plus forts et plus réguliers qu'à terre en raison de systèmes de basse-pressions hivernales nettement plus fréquents en mer qu'à terre. Cette simulation conclut qu'en Atlantique-Nord des turbines pourraient récupérer nettement plus de puissance à partir du vent (jusqu’à plus de 6 W/m2 en Atlantique-nord, en tenant compte des fluctuations saisonnières du vent) qu’une ferme éolienne de taille similaire au Kansas car les vents marins plus puissants et réguliers reconstituent également plus facilement leur énergie au-dessus de l’océan après avoir été perturbés par les pales d’une éoliennes. Les simulations en tenant compte suggèrent que localement, les modèles de circulation atmosphérique océanique permettraient à des fermes d’éoliennes flottantes de profiter du réservoir d'énergie cinétique de toute la troposphère sus-jacente, permettant une production encore plus importante, si importante même qu’en admettant que l’on puisse produire de manière rentable de vastes parcs éoliens marins (sur environ trois millions de kilomètres carrés), l’électricité produite en été serait l’équivalent de la consommation mondiale actuelle, et en été ces parcs éoliens pourraient produire assez d'électricité pour couvrir la demande d'électricité de l'Europe, voire des États-Unis. Un commentateur,  Charlie Zender, physicien à l'Université de Californie, admire ces résultats mais note que les grands parcs éoliens marins sont encore rares et loin d’atteindre la densité envisagée dans les auteurs de l’étude, qui nécessiterait des décennies au rythme actuel de construction. De leur côté les auteurs invitent les entreprises à chercher à surmonter les obstacles liés au caractère offshore des installations.

## Puissance et facteur de charge
Sur les étendues d’eau, le vent souffle généralement à des vitesses plus élevées qu’à terre, ce qui offre un meilleur potentiel de production électrique. L’implantation offshore favorise également l’installation de pales plus longues et de mâts plus hauts, augmentant ainsi la puissance unitaire des éoliennes offshore par rapport aux éoliennes terrestres. 
Les coûts de production et d'installation sont supérieurs à ceux des éoliennes terrestres classiques, mais leur facteur de charge est plus élevé car elles bénéficient d'un vent plus fort et plus régulier.
En 2014, le groupe Areva (qui se développe aussi en Écosse) a confirmé, à l'occasion de la création d'une coentreprise avec le producteur espagnol de turbines éoliennes Gamesa (via sa filiale Areva Wind),, vouloir rapidement développer une éolienne de 8 MW qui se contenterait d'un vent moyen de 12 m/s. Areva entrerait alors dans le marché restreint des éoliennes de très grande puissance, qui intéresse de nombreux pays disposant d'un espace maritime. Areva a aussi postulé fin 2013 au second appel d'offres français pour l'éolien en mer avec GDF Suez, pour lequel il a prévu de produire cette nouvelle turbine de 8 MW. Celle-ci comptera parmi les plus puissantes au monde, égale à celle du modèle V164 de Vestas, lancé en 2014.
En 2019, le facteur de charge moyen de l'éolien en mer européen est de 38 %, selon WindEurope, pour une puissance unitaire moyenne installée de 7,8 MW, en progression de 1 MW par rapport à 2018. À titre de comparaison, le facteur de charge moyen de l'éolien terrestre en France métropolitaine était de 24,7 % en 2019. La puissance moyenne des nouveaux parcs en construction « a quasiment doublé en une décennie », pour atteindre 621 MW en moyenne en 2019 contre 313 MW en 2010.
Le plus grand parc éolien en mer britannique, London Array, connait de grandes fluctuations de la production, avec un facteur de charge pouvant passer de 0,48 % (3 MW) durant une heure le 5 janvier 2015 à 98 % (619 MW) le lendemain.
Le modèle Haliade-X de GE Wind Energy, d'une puissance de 12 MW, est en phase de tests en octobre 2019. Durant cette phase d'essais, elle établit le record de production journalière,.
En mai 2020, Siemens Gamesa annonce la mise sur le marché d'un nouveau modèle d'éolienne offshore de 14 MW, baptisé « SG 14 - 222 DD », doté de pales de 108 mètres de long et d'un rotor de 222 mètres de diamètre ; les premiers exemplaires devraient équiper en 2024 le parc Hai Long au large de Taïwan.

## Coût
Une dizaine des principaux acteurs du secteur, dont Siemens, Iberdrola, GE, EDP Renewables, MHI Vestas, RWE et E.ON, ont déclaré en juin 2016 qu'ils estimaient pouvoir atteindre un coût de production de 80 €/MWh d'ici à 2025, coûts de raccordement inclus. Le Suédois Vattenfall a remporté en 2015 un appel d'offres au Danemark pour la construction du parc Horns Rev3 au prix de 103 €/MWh, hors raccordement (le prix raccordement varie en fonction des conditions, mais il s'établit en moyenne à 20 €/MWh). Au printemps 2016, les Pays-Bas viennent de clore un appel d'offres pour la construction de 350 MW au large de Borssele, avec un prix plafond assez bas, à 139 €/MWh, raccordement inclus ; or il y a eu 38 offres. En France, sur les six champs déjà attribués, les prix sont de l'ordre de 180 à 200 €/MWh. Mais la baisse des coûts dépend surtout de l'effet de série et suppose donc un flux constant et important d'appel d'offres : selon WindEurope, l'association professionnelle européenne, pour atteindre un coût de 80 €/MWh en 2025, il faudrait installer 4 000 MW par an après 2020.
Le Danois DONG Energy a emporté en juillet 2016 l'appel d'offres sur les champs de Borssele 1 et 2 (700 MW) aux Pays-Bas en proposant un prix de 72,70 €/MWh produit (hors raccordement) ; compte tenu du coût du raccordement au réseau à terre (câbles et sous-stations électriques), évalué entre 15 et 20 €/MWh, l'appel d'offres néerlandais passe très significativement sous la barre des 100 €/MWh qui constituait l'objectif que s'était fixé la profession pour 2020. En France, les premiers appels d'offres d'éoliennes en mer (six champs d'environ 500 MW chacun) ont été attribués autour de 200 €/MWh. Le prix très bas atteint aux Pays-Bas s'explique par la politique de programmation adoptée : un gisement de 3 500 MW a été identifié et des trains d'appels d'offres de 700 MW sont organisés chaque année, avec un prix plafond qui baisse à chaque fois ; de plus, les champs néerlandais bénéficient déjà des autorisations environnementales, obtenues en amont par le réseau de transport d'électricité, ce qui permet d'accélérer la mise en œuvre du projet et de réduire les risques.
En France, les appels d'offres pour les parcs éoliens de Dunkerque et d'Oléron seront lancés selon la nouvelle procédure dite de « dialogue concurrentiel » qui prévoit des itérations entre les candidats et les services de l'État afin de préciser progressivement le cahier des charges ; l'administration réalisera des études techniques : vent, géophysique (configuration du sous-sol), état du patrimoine naturel ; ces modalités permettront de « dérisquer » le projet, donc d'abaisser son coût ; les prix pourraient ainsi tomber en France sous la barre des 150 €/MWh, au lieu des 180 à 200 €/MWh proposés lors des premiers appels d'offres.
Le suédois Vattenfall a remporté en mars 2018 l'appel d'offres pour le permis de construire et d'exploiter deux nouveaux champs éoliens en mer, baptisés Hollandse Kust et totalisant 700 MW de puissance ; cet appel d'offres exigeait que les candidats intéressés présentent leur offre sans demander de soutien financier public. Au printemps 2017, trois candidats d'un appel d'offres en Allemagne avaient déjà proposé de construire un parc en ne se rémunérant qu'au prix de marché (40 à 45 €/MWh), soit quatre à cinq fois moins que le prix des premiers parcs éoliens en mer français. Cet écart considérable s'explique par de multiples facteurs : le raccordement des éoliennes au réseau électrique terrestre n'est pas pris en charge par les développeurs, ce qui réduit le coût de quelques dizaines d'euros par mégawattheure (MWh) ; la taille des turbines, leur productivité croissante, les fonds marins, les synergies de maintenance avec d'autres parcs à proximité et des autorisations déjà défrichées sont autant d'autres facteurs de réduction des coûts.
Entre 2010 et 2019, aux Pays-Bas, les coûts ont chuté d'environ 70 %.[réf. nécessaire]

## Impacts sur l'environnement

### Impacts négatifs
Les installations en mer peuvent faire courir un risque aux oiseaux migrateurs si elles sont situées sur un axe de migration, ainsi qu'un risque pour la navigation si la signalisation tout-temps n'est pas mise en place. Les éoliennes devant être solidement ancrées sur le fond marin, des impacts environnementaux momentanés sont prévisibles au moment de la construction (perturbation de la faune aquatique par les bruits et vibrations, par le brassage des sédiments, par d'éventuelles émissions accidentelles de polluants).

### Impacts positifs
En contrepartie, la partie immergée crée un îlot propice aux espèces fixées (qui ont besoin d'un récif ou d'un substrat dur pour se développer), par exemple, les huîtres ou les moules).
Cet effet de récif artificiel peut être mis à profit pour ajouter une vocation aquacole, éventuellement multitrophique, aux éoliennes (ancrées au fond ou flottantes),,,,. Même sans gestion aquacole, le bio-encrassement croissant naturellement sur les parties immergées de l'éolienne sera rapidement une source d'habitats et de nourriture pour de nombreuses autres espèces, dont par exemple pour le homard en Mer du Nord selon Krone et al. (2013)  ou pour l'huître européenne.

## Acteurs

### Fabricants d'éoliennes en mer
Selon Wind Europe, en 2018 le germano-espagnol Siemens Gamesa est de loin le numéro un des fournisseurs en Europe, avec plus de 3 000 turbines installées (12,8 GW), soit 69 % du marché européen, suivi par MHI Vestas qui a installé plus de 1 000 turbines (3,8 GW). Siemens Gamesa affirme avoir aussi une part de marché de 50 % en Chine. L'Américain GE Vernova, anciennement General Electric, très implanté dans l'éolien terrestre aux États-Unis, n'a installé que 28 turbines en mer ; il a annoncé l'installation d'un prototype géant de 12 MW.
Après la fusion des activités éoliennes de Gamesa et Siemens au sein d'une entité commune, détenue à 59 % par Siemens, puis la cession à Gamesa des parts d'Areva dans la coentreprise Adwen créée avec Gamesa en 2014, Siemens va détenir une part dominante : il était déjà de loin le premier fournisseur européen, avec 63,5 % des 11 gigawatts installés d'éoliennes en mer fin 2015, soit plus de 2 000 turbines connectées. Adwen (127 turbines installées) lui ajoute 5,7 points de parts de marché.
La construction des parcs éoliens met à contribution de nombreux intervenants, en particulier pour leur raccordement au réseau électrique. Ainsi, l'entreprise française Chantiers de l'Atlantique construit des sous-stations électriques qui collectent l'électricité produite par les éoliennes avant de l'envoyer à terre par l'intermédiaire de câbles sous-marins. Elle a obtenu les commandes des sous-stations pour les futurs parcs de Saint-Nazaire, Courseulles-sur-Mer (Calvados) et Fécamp (Seine-Maritime), après avoir vendu trois sous-stations à l'export.

### Énergéticiens
Parmi les énergéticiens qui s'équipent de parcs éoliens en mer, le leader est le danois Ørsted avec environ 7 GW de capacité en production et plus de 25 GW en construction dans le monde pour les cinq années à venir, suivi par l'allemand RWE, le suédois Vattenfall et le pétrolier norvégien Equinor. En juin 2020, Total annonce l'une de ses premières opérations dans l'éolien en mer : l'acquisition de 51 % du plus grand parc en développement en mer d'Écosse, auprès de l'énergéticien écossais SSE. En septembre 2020, BP achète la moitié de la participation du norvégien Equinor dans deux projets éoliens au large de New York et du Massachusetts. Les pétroliers ont des atouts indéniables dans l'éolien en mer : outre leurs larges capacités financières pour investir ou racheter des acteurs établis, ils savent mener des projets compliqués en mer où les questions de transport logistique, de construction et d'opération sont complexes. L'Agence internationale de l'énergie estime que les synergies de coûts entre les activités offshore dans le pétrole et celles dans l'éolien s'élèveraient à près de 40 %.

## Géographie de l'éolien en mer
Alors que l'Europe a été pionnière de l'éolien en mer, le Royaume-Uni comptant en 2018 un tiers des mâts construits dans le monde, suivi de l'Allemagne, la Chine a installé 1,9 GW en mer en 2018, se rapprochant des rythmes européens : 2,6 GW de nouvelles capacités en 2018, soit 15 nouveaux parcs, selon la fédération professionnelle WindEurope. Le marché américain se prépare à démarrer : en décembre 2018, EDF alliée à Shell a annoncé le développement de 2,5 GW au large d'Atlantic City dans le New Jersey, et des développeurs comme l'espagnol Iberdrola ou le danois Ørsted ont commencé à acheter le droit à construire, d'ici à 2025, les premiers grands champs d'éoliennes en mer dans le New Jersey, l'État de New York, le Massachusetts et le Rhode Island. Une étude d'HSBC prévoit que la Chine prendra la première place en termes de capacités installées d'ici à 2027 et que sur la prochaine décennie, davantage de volumes seront installés hors d'Europe que dans ses frontières, avec l'émergence  de la Corée du Sud, du Japon et de l'Inde. Alors que les capacités en mer ne représentaient que 4 % du parc éolien mondial en 2018, leur croissance atteignait la même année 10 % des nouvelles installations, et HSBC prévoit que cette part doublera à 20 % en 2025 ; cette évaluation rejoint celle du cabinet Wood Mackenzie, qui table sur une multiplication par 5 à 6 des installations d'éoliennes en mer à l'horizon 2025, à 12 GW par an, soit 20 % des nouvelles capacités éoliennes totales.
Un pacte des Nations-Unies pour l'énergie signé en 2021 fixe un objectif de 2 000 GW d'éolien en mer en 2050 afin d'atteindre la neutralité carbone, ce qui supposerait d'élever le rythme de mises en service à 35 GW par an. La Chine s'est fixé des objectifs de 100 GW en 2025, 200 GW en 2030 et 1 000 GW en 2050. Les ministres de l'énergie de neuf pays européens membres de la Coopération énergétique de la Mer du Nord (NSEC) se sont engagés en septembre 2022 à atteindre 260 GW en 2050. La Corée du sud prévoit 14,3 GW en 2030, l'état australien de Victoria 9 GW en 2040, la province canadienne de Nouvelle-Écosse 5 GW en 2030. Aux Philippines, plus de 50 contrats ont été signés pour plus de 40 GW, au Vietnam le 8ème plan de développement électrique prévoit 7 GW en 2030, mais le développement de l'éolien en mer au Japon est handicapé par la lenteur des procédures et l'opposition des communautés de pécheurs.
Les termes « éolienne offshore » ou « éolienne en mer » désignent le plus souvent des installations en milieu marin, mais toutes ne sont pas situées en mer, certaines fermes offshore se trouvant en effet sur des plans d’eau douce, comme des lacs ou des estuaires (par exemple, le parc éolien de Noordoostpolder aux Pays-Bas).

### Statistiques mondiales
Le graphique qui aurait dû être présenté ici ne peut pas être affiché car il utilise l'ancienne extension Graph, désactivée pour des questions de sécurité. Des indications pour créer un nouveau graphique avec la nouvelle extension Chart sont disponibles ici.

Historique des installations annuelles d'éolien en mer
Les fermes éoliennes en mer (éolien offshore) prennent une part grandissante dans l'essor de l'éolien, en particulier en Europe et en Chine.
Selon le GWEC, la puissance installée de l'éolien en mer atteint 83 162 MW en 2024, en progression de 10,6 %. La région Asie-Pacifique totalise 46 258 MW, soit 55,6 % du total mondial, suivie par l'Europe : 36 730 MW (44,2 %) et l'Amérique : 174 MW (0,2 %). Les mises en service de 2024 s'élèvent à 8 001 MW, dont 5 171 MW en Asie, soit 64,6 % (Chine : 4 038 MW, soit 50,5 % ; Taïwan : 933 MW ; Japon : 100 MW ; Corée du sud : 100 MW) et 2 698 MW en Europe, soit 33,7 % (Royaume-Uni : 1 178 MW, Allemagne : 730 MW, France : 658 MW, Pays-Bas : 132 MW. En 2023, 10 852 MW ont été installées, dont 7 091 MW en Asie, soit 65,3 % (Chine : 6 333 MW, soit 58,4 % ; Taïwan : 692 MW ; Japon : 64 MW) et 3 761 MW en Europe, soit 34,7 % (Pays-Bas : 1 930 MW, Royaume-Uni : 833 MW, France : 360 MW, Danemark : 344 MW, Allemagne : 257 MW, autres : 37 MW).
GWEC prévoit que 156 GW d'éolien en mer seront installés de 2025 à 2030, dont 51 % en Chine, 33 % en Europe, 12 % en Asie hors Chine et 4 % aux États-Unis.
La puissance installée totale des parcs éoliens en mer atteignait 83 162 MW fin 2024, soit 7,3 % de la puissance installée éolienne mondiale :
| Pays                                                         | 2015   | 2016    | 2017    | 2018    | 2019    | 2020    | 2021   | 2022    | 2023,   | 2024,   | part 2024 |
| ------------------------------------------------------------ | ------ | ------- | ------- | ------- | ------- | ------- | ------ | ------- | ------- | ------- | --------- |
| Chine                                                        | 1 018  | 1 627   | 2 788   | 4 443   | 6 838   | 10 780  | 26 390 | 31 442  | 37 775  | 41 813  | 50,3 %    |
| Royaume-Uni                                                  | 5 061  | 5 156   | 6 836   | 7 963   | 9 723   | 10 206  | 12 739 | 13 918  | 14 751  | 15 929  | 19,2 %    |
| Allemagne                                                    | 3 295  | 4 108   | 5 355   | 6 382   | 7 493   | 7 728   | 7 713  | 8 055   | 8 473   | 9 215   | 11,1 %    |
| Pays-Bas                                                     | 427    | 1 118   | 1 118   | 1 118   | 1 118   | 2 611   | 2 460  | 2 829   | 3 977   | 4 748   | 5,7 %     |
| Taïwan                                                       | 0      | 0       | 8       | nd      | nd      | nd      | 237    | 1 412   | 2 104   | 3 037   | 3,7 %     |
| Danemark                                                     | 1 271  | 1 271   | 1 271   | 1 329   | 1 703   | 1 703   | 2 308  | 2 308   | 2 467   | 2 641   | 3,2 %     |
| Belgique                                                     | 712    | 712     | 877     | 1 186   | 1 556   | 2 262   | 2 262  | 2 262   | 2 262   | 2 262   | 2,7 %     |
| France                                                       | 0      | 0       | 2       | 2       | 2       | 2       | 2      | 482     | 1 483   | 1 508   | 1,8 %     |
| Vietnam                                                      | 0      | 99      | 99      | 99      | 99      | nd      | 874    | 874     | 874     | 875     | 1,1 %     |
| Japon                                                        | 53     | 60      | 65      | nd      | nd      | nd      | 52     | 136     | 188     | 288     | 0,3 %     |
| Corée du Sud                                                 | 5      | 35      | 38      | 73      | 73      | 133     | 142    | 142     | 146     | 246     | 0,3 %     |
| Suède                                                        | 212    | 202     | 202     | 203     | 193     | 203     | 193    | 193     | 193     | 193     | 0,2 %     |
| États-Unis                                                   | 0,02   | 30      | 30      | 30      | 30      | 42      | 42     | 42      | 42      | 174     | 0,2 %     |
| Finlande                                                     | 26     | 32      | 92      | 73      | 73      | 73      | 73     | 73      | 73      | 73      | 0,1 %     |
| Italie                                                       | 0      | 0       | 0       | 0       | 0       | 0       | 0      | 30      | 31      | 31      | 0,04 %    |
| Portugal                                                     | 2      |         |         | 0       | 8       | 25      | 25     | 25      | 25      | 25      | 0,03 %    |
| Irlande                                                      | 25     | 25      | 25      | 25      | 25      | 25      | 25     | 25      | 25      | 25      | 0,03 %    |
| Espagne                                                      | 5      | 5       | 5       | 5       | 5       | 5       | 5      | 5       | 5       | 5       | 0,006 %   |
| Norvège                                                      | 2      | 2       | 2       | nd      | nd      | nd      | nd     | nd      | nd      | nd      | nd        |
| Monde                                                        | 12 105 | 14 483  | 18 814  | 22 997  | 29 136  | 36 077  | 55 549 | 64 320  | 75 162  | 83 162  | 100 %     |
| % accroissement                                              | +39 %  | +19,6 % | +29,9 % | +22,2 % | +26,7 % | +23,8 % | +54 %  | +15,8 % | +16,9 % | +10,6 % |           |
| Source : GWEC et, pour l'Europe en 2023-2024 : EurObserv'ER. |        |         |         |         |         |         |        |         |         |         |           |

En 2023, la puissance installée de l'éolien en mer a progressé de 16,9 %. La part de la région Asie-Pacifique atteignait 54,7 % du total mondial, suivie par l'Europe (45,3 %) et l'Amérique (0,06 %). Les mises en service de 2023 atteignent 10 852 MW, dont 7 091 MW en Asie, soit 65,3 % (Chine : 6 333 MW, soit 58,4 % ; Taïwan : 692 MW ; Japon : 62 MW ; Corée du sud : 4 MW) et 3 761 MW en Europe, soit 34,7 % (Pays-Bas : 1 930 MW, Royaume-Uni : 833 MW, France : 360 MW, Danemark : 344 MW, Allemagne : 257 MW, autres : 37 MW). En 2022, 8 771 MW ont été installées, dont 6 311 MW en Asie, soit 72 % (Chine : 5 052 MW, soit 57,6 % ; Taïwan : 1 175 MW ; Japon : 84 MW) et 2 460 MW en Europe, soit 28 % (Royaume-Uni : 1 179 MW, France : 480 MW, Pays-Bas : 369 MW, Allemagne : 342 MW, autres : 90 MW).
En 2022, la puissance installée de l'éolien en mer a progressé de 15,8 %. La part de la région Asie-Pacifique atteignait 52,9 % du total mondial, suivie par l'Europe (47,1 %) et l'Amérique (0,07 %). Les mises en service de 2021 atteignent 21 106 MW, dont 17 788 MW en Asie (Chine : 16 900 MW, Vietnam : 779 MW, Taïwan : 109 MW) et 3 317 MW en Europe (Royaume-Uni : 2 317 MW, Danemark : 605 MW, Pays-Bas : 392 MW, autres : 4 MW).
La baisse de 70 % des installations en Chine s'explique par la fin du tarif d'achat garanti fin 2021, qui a suscité un rush en 2021, et le passage au régime de parité réseau ; des aides subsistent toutefois au niveau régional dans le Guangdong, le Jiangsu et le Shandong.
La Chine représentait 49 % de la puissance installée mondiale fin 2022, le Royaume-Uni 22 % et l'Allemagne 13 %. Les nouvelles installations de 2022 se situent en Chine pour 58 %, au Royaume-Uni pour 13 %, à Taïwan pour 13 %, en France pour 5 % et aux Pays-Bas pour 4 %.
La puissance installée d'éolien en mer atteignait 35 293 MW fin 2020. Les nouvelles installations de 2020 se sont élevées à 6 068 MW, dont 3 060 MW en Chine, 1 493 MW aux Pays-Bas, 706 MW en Belgique, 483 MW au Royaume-Uni, 237 MW en Allemagne et 60 MW en Corée du sud. Plus de 7 GW d'appels d'offres pour projets offshore ont été lancés en 2020, dont 5,5 GW organisés par les États américains du New Jersey, de New York et du Rhode Island, 0,8 GW par le Danemark et le reste par le Japon, qui prévoit 30 à 45 GW d'éolien en mer d'ici 2040.
Le marché de l'éolien en mer a battu ses précédents records en 2019 avec 6 145 MW de nouvelles installations ; sa part du marché éolien mondial est passée de 5 % à 10 % en cinq ans. La Chine est restée en tête avec 2 395 MW, suivie du Royaume-Uni (1 764 MW) et de l'Allemagne (1 111 MW). L'appel d'offres britannique pour contrats de différence de septembre 2019 a débouché sur une baisse de prix de 30 % par rapport à celle de 2017, avec des prix de 39 à 41 £/MWh (en prix de 2012). Aux Pays-Bas, Vattenfall a emporté le second appel d'offres « zéro subvention » néerlandais de juillet 2019 (760 MW). Aux États-Unis, l'objectif d'approvisionnement offshore a été relevé de 9,1 GW en 2018 à 25,4 GW en 2019 ; au moins 15 projets devraient entrer en service d'ici 2026. Taïwan a connecté au réseau son premier parc éolien en mer commercial ; son objectif d'installations en mer pour 2025 est de 5,6 GW et 10 GW supplémentaires devraient être installés entre 2026 et 2035. Au Japon, le premier appel d'offres d'éolien en mer sera réalisé fin 2020.
Fin 2019, la puissance installée d'éolien en mer atteignait 29 136 MW ; la progression du parc en 2019 a été de 6 145 MW, dont 2 395 MW en Chine, 1 764 MW au Royaume-Uni, 1 111 MW en Allemagne, 370 MW en Belgique, 374 MW au Danemark et 123 MW en Asie hors Chine.
Fin 2018, la puissance installée d'éolien en mer atteignait 22 997 MW (18 658 MW en 2017) ; la progression du parc en 2019 a été de 4 348 MW (4 472 MW en 2017), dont 1 655 MW en Chine, 1 312 MW au Royaume-Uni, 969 MW en Allemagne, 309 MW en Belgique, 61 MW au Danemark et 35 MW en Corée du Sud.

### Europe

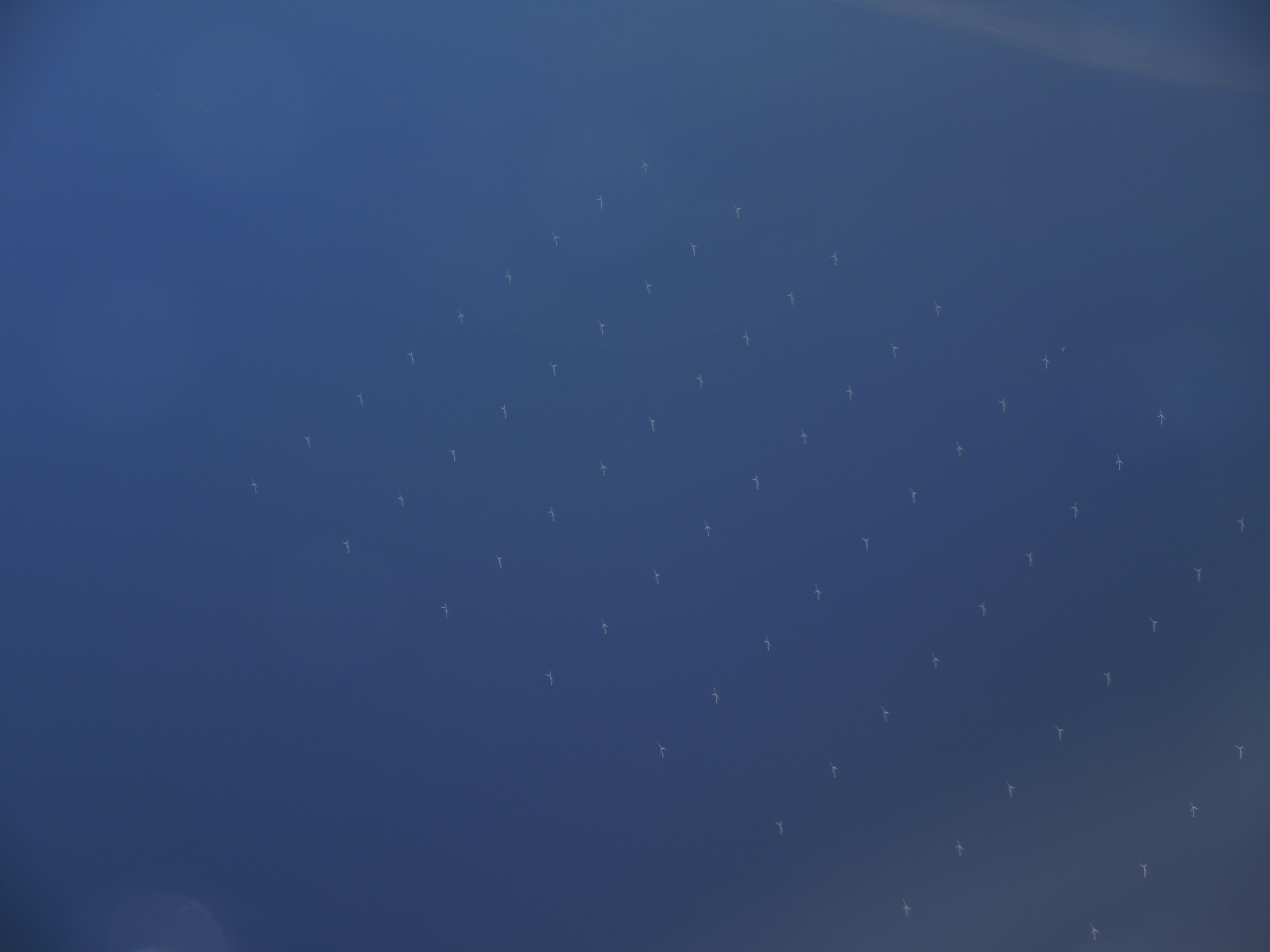
Champ d'éoliennes au large entre l'Allemagne et le Danemark.

Dans l'Union européenne, selon EurObserv'ER, la production éolienne en mer atteint 63,55 TWh en 2024, soit 13,0 % de la production éolienne totale, contre 55,06 TWh en 2023 (11,5 %). La puissance installée en mer atteint 20 726 MW, en progression de 9,0 % par rapport à 2023, soit 8,9 % du total éolien. Les mises en service de 2024 sont de 1 714 MW, soit 12,8 % des mises en service dans l'éolien.
Fin 2020, le nombre d'éoliennes en mer connectées au réseau s'élevait à 2 294 au Royaume-Uni, 1 501 en Allemagne, 559 au Danemark, 537 aux Pays-Bas, 399 en Belgique, 80 en Suède, 19 en Finlande et 1 en France.

## Installations
Les techniques d'installations sont dérivées d'autres technologies en mer (pétrolières notamment) à faible profondeur.

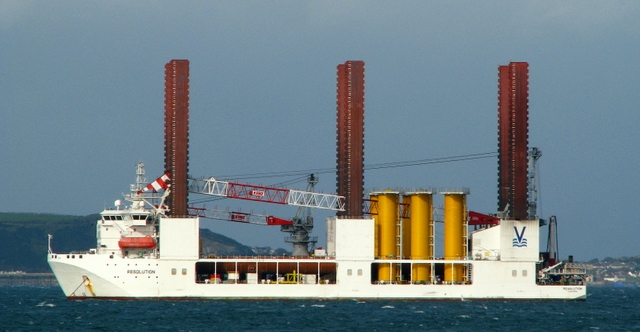
Le TIV Resolution (navire-plate-forme) à Bangor, au nord de l'Irlande
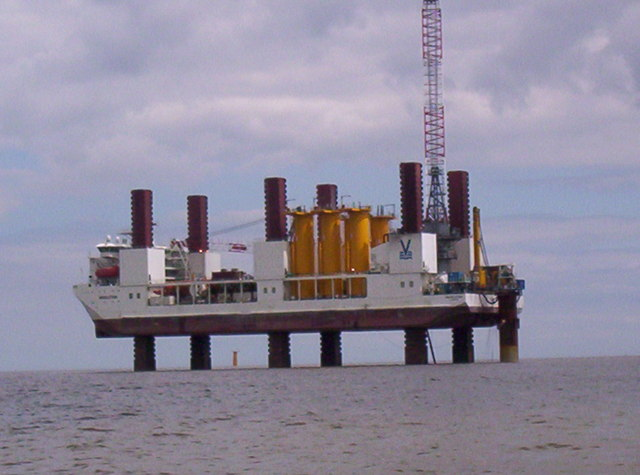
TIV Resolution se positionnant en mer pour installer une éolienne.
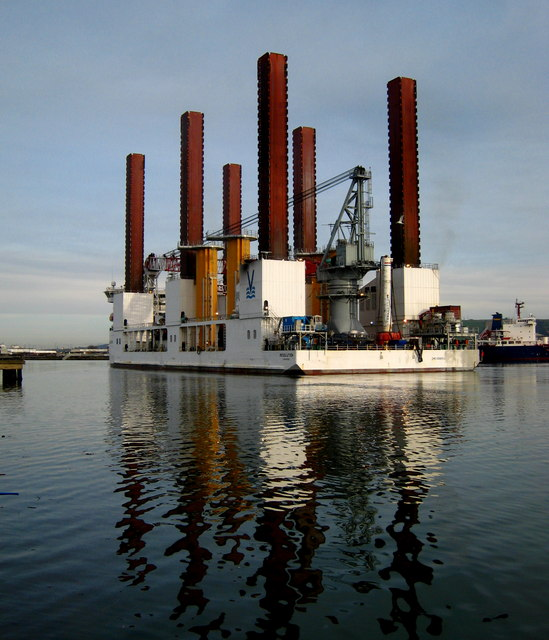
'Resolution' au port à Belfast
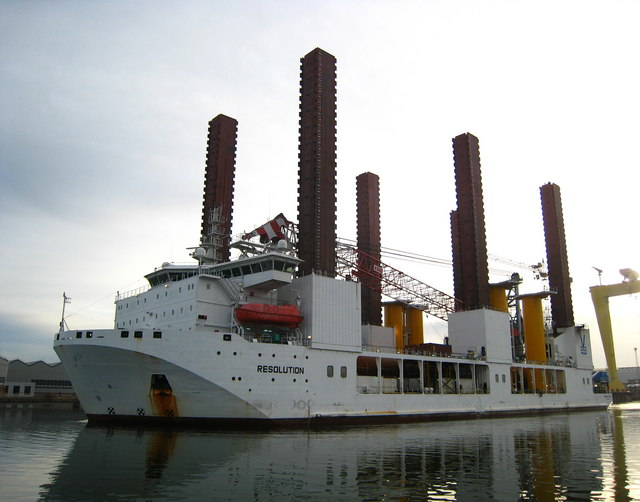
'Resolution' à Belfast.

Début 2015, en préparation du projet de parc en mer de Fécamp, un démonstrateur de fondation gravitaire du Norvégien Seatower a vocation à être installé pour tester cette technologie qui doit réduire le temps et le coût de construction des parcs ; la fondation gravitaire consiste en une embase de béton surmontée d'un pied de mât en acier capable de flotter et pouvant ainsi être remorquée par des navires de remorquage classiques, évitant de recourir à des navires-grues sensibles aux conditions météo. Une fois positionnées au-dessus de leur emplacement, les fondations sont immergées par l'introduction progressive d'eau de mer. L'embase de béton est enfin remplie de sable et l'eau évacuée pour stabiliser la construction. La première fondation gravitaire est mise en place à l'été 2022.

### Plateformes de conversion
- BorWin Alpha, première station de conversion HVDC en mer.

En juillet 2024, un consortium Vinci (Dragados Offshore) - Siemens Energy remporte un contrat de 2,9 milliards d'euros pour la construction de plateformes de conversion électrique en mer du Nord pour le compte de l'opérateur de réseaux allemand 50Hertz. La plateforme offshore permettra de convertir le courant alternatif produit par le parc éolien LanWin 3, situé à 120 kilomètres des côtes allemandes, en courant continu haute tension, afin de réduire les pertes électriques lorsque le courant est acheminé à terre. Sa capacité de conversion s'élève à 2 GW. La station terrestre, à installer à Schwerin dans le nord-est de l'Allemagne, convertira ce courant continu en courant alternatif, afin de l'injecter dans le réseau électrique allemand. La plateforme offshore sera construite dans le chantier de Cadix (Andalousie) de Dragados Offshore, filiale de Vinci, qui porte ainsi à neuf plateformes offshore de conversion de courant électrique (16 GW) son programme pour des parcs éoliens en mer du Nord.

### Ouvrages - publications
: document utilisé comme source pour la rédaction de cet article.
- Michel Paillard, Denis Lacroix et Véronique Lamblin, Énergies renouvelables marines, Éditions Quae, 2009.
- (en) Global Wind Report 2025, Global Wind Energy Council (GWEC), 23 avril 2025 (lire en ligne [PDF]).
- (en) Global Wind Report 2024, Global Wind Energy Council (GWEC), 16 avril 2024 (lire en ligne [PDF]).
- (en) Global Wind Report 2023, Global Wind Energy Council (GWEC), avril 2023 (lire en ligne [PDF]). .
- (en) Global Wind Report 2022, Global Wind Energy Council (GWEC), avril 2022 (lire en ligne [PDF]).
- (en) Global Wind Report 2021, Global Wind Energy Council (GWEC), 12 avril 2021 (lire en ligne [PDF]).
- (en) Global Wind Report 2019, Global Wind Energy Council (GWEC), 25 mars 2020, 78 p. (lire en ligne [PDF]).
- Baromètre éolien 2025, EurObserv'ER, 1er avril 2025 (lire en ligne [PDF]).
- Baromètre éolien 2024, EurObserv'ER, 28 mars 2024 (lire en ligne [PDF]).
- Baromètre éolien 2023, EurObserv'ER, 28 mars 2023 (lire en ligne [PDF]).
- Baromètre éolien 2022, EurObserv'ER, mars 2022 (lire en ligne [PDF]).
- (en) Wind energy barometer 2020, EurObserv'ER, mars 2020 (lire en ligne [PDF]).